# Maharashtra
Maharashtra (Marathi: महाराष्ट्र IAST Mahārāṣṭra [mʌɦɑːˈrɑːʂʈrə]) ist ein indischer Bundesstaat mit einer Fläche von 307.762 Quadratkilometern und über 112 Millionen Einwohnern (Volkszählung 2011). Die Hauptstadt Maharashtras ist Mumbai, die Amtssprache Marathi.
Mit einem Wert von 0,683 erreichte Maharashtra 2015 den 10. Platz unter den 28 Bundesstaaten Indiens im Index der menschlichen Entwicklung und war damit überdurchschnittlich entwickelt.

## Geografie

### Lage
Maharashtra grenzt an die Bundesstaaten Gujarat, Madhya Pradesh, Chhattisgarh, Telangana, Karnataka und Goa (im Uhrzeigersinn, beginnend im Nordwesten), sowie an das Arabische Meer. Nagar Haveli, Teil eines Unionsterritoriums, liegt zwischen Maharashtra und Gujarat.

### Landschaften

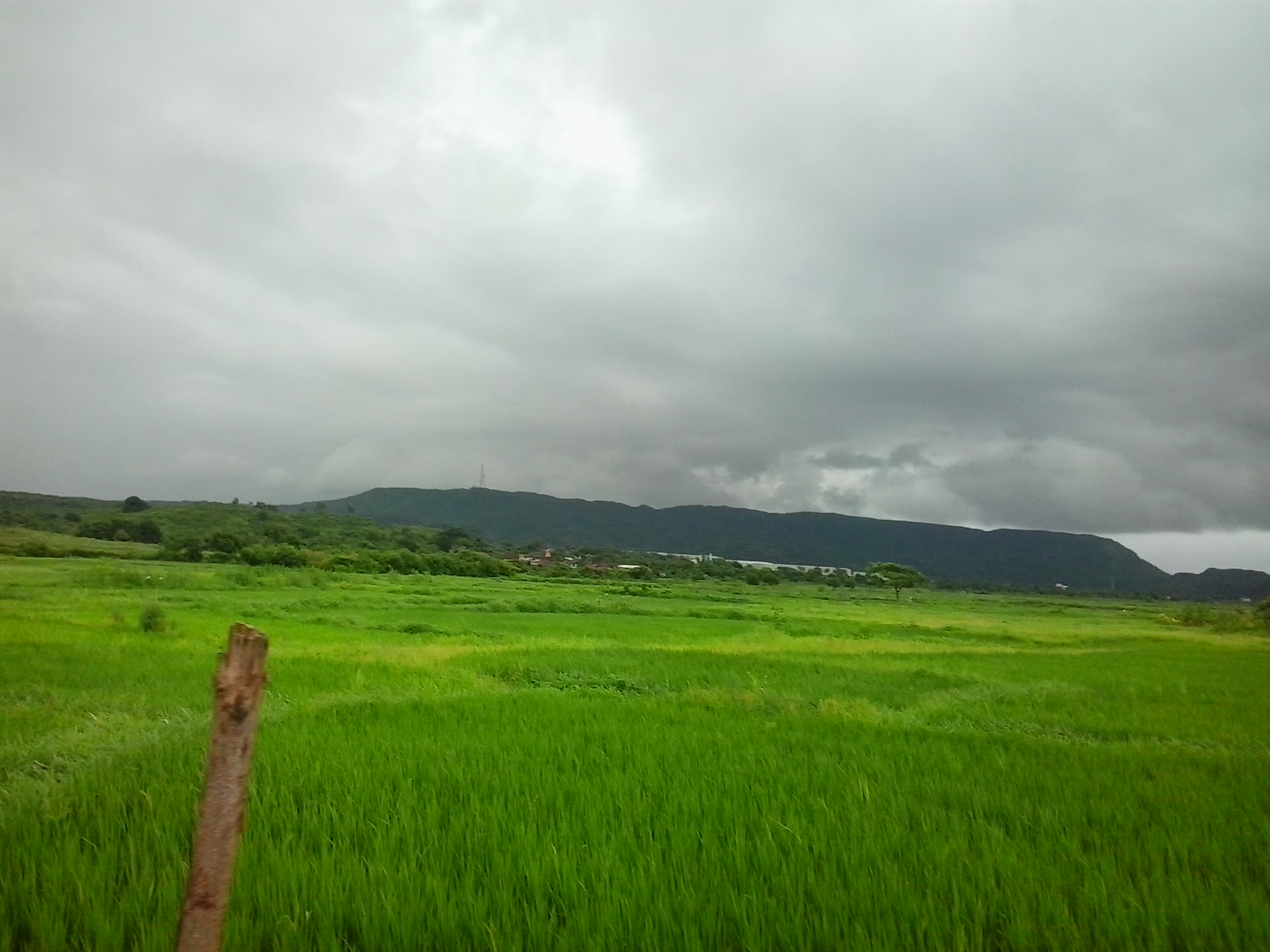
Reisfelder bei Dhakti Jui im Konkan

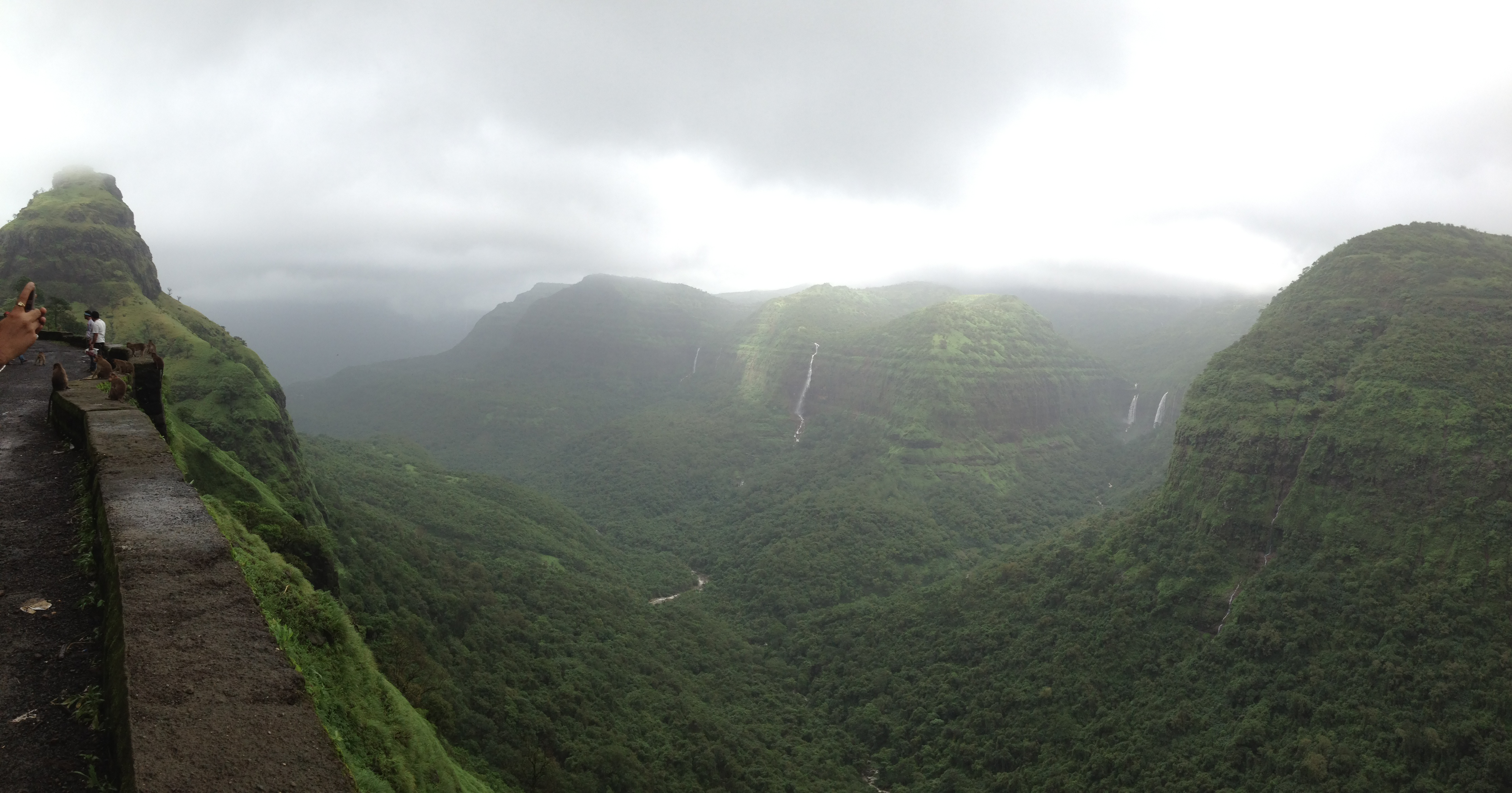
Landschaft in den Westghats

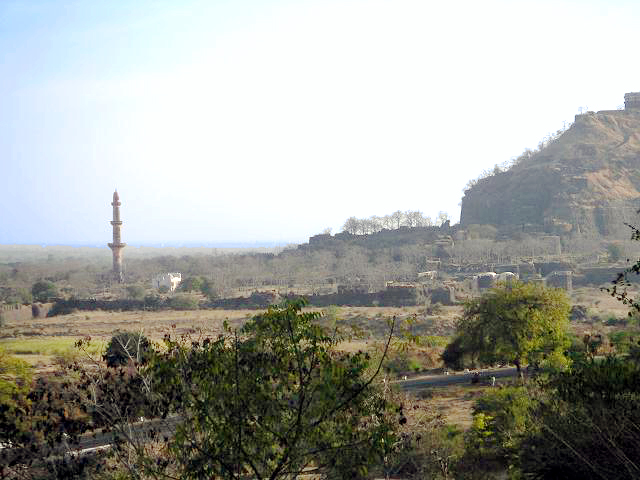
Landschaft in Marathwada

Geografisch lässt sich Maharashtra in mehrere Großlandschaften einteilen. An der Küste liegt der Konkan, ein maximal etwa 50 Kilometer breiter Küstenstreifen, der zum Landesinneren hin durch die sich von Norden nach Süden parallel zur Küste hinziehenden Bergkette der Westghats begrenzt wird. Hier herrscht ein relativ feuchtes Klima, zum Teil unter maritimem Einfluss. Östlich der Westghats schließt sich die Hochebene des Dekkan an, in der ein deutlich trockeneres und heißes Klima vorherrscht. Der sich an die Westghats anschließende Nordwesten bildet die Region Khandesh, die administrativ der Division Nashik entspricht (s. u.), der Südwesten weiter im Landesinneren die Region Marathwada, administrativ zusammengefasst in der Division Aurangabad. Am tiefsten im Landesinnern erstreckt sich die Region Vidarbha (verwaltungsmäßig entsprechend den Divisionen Amravati und Nagpur).

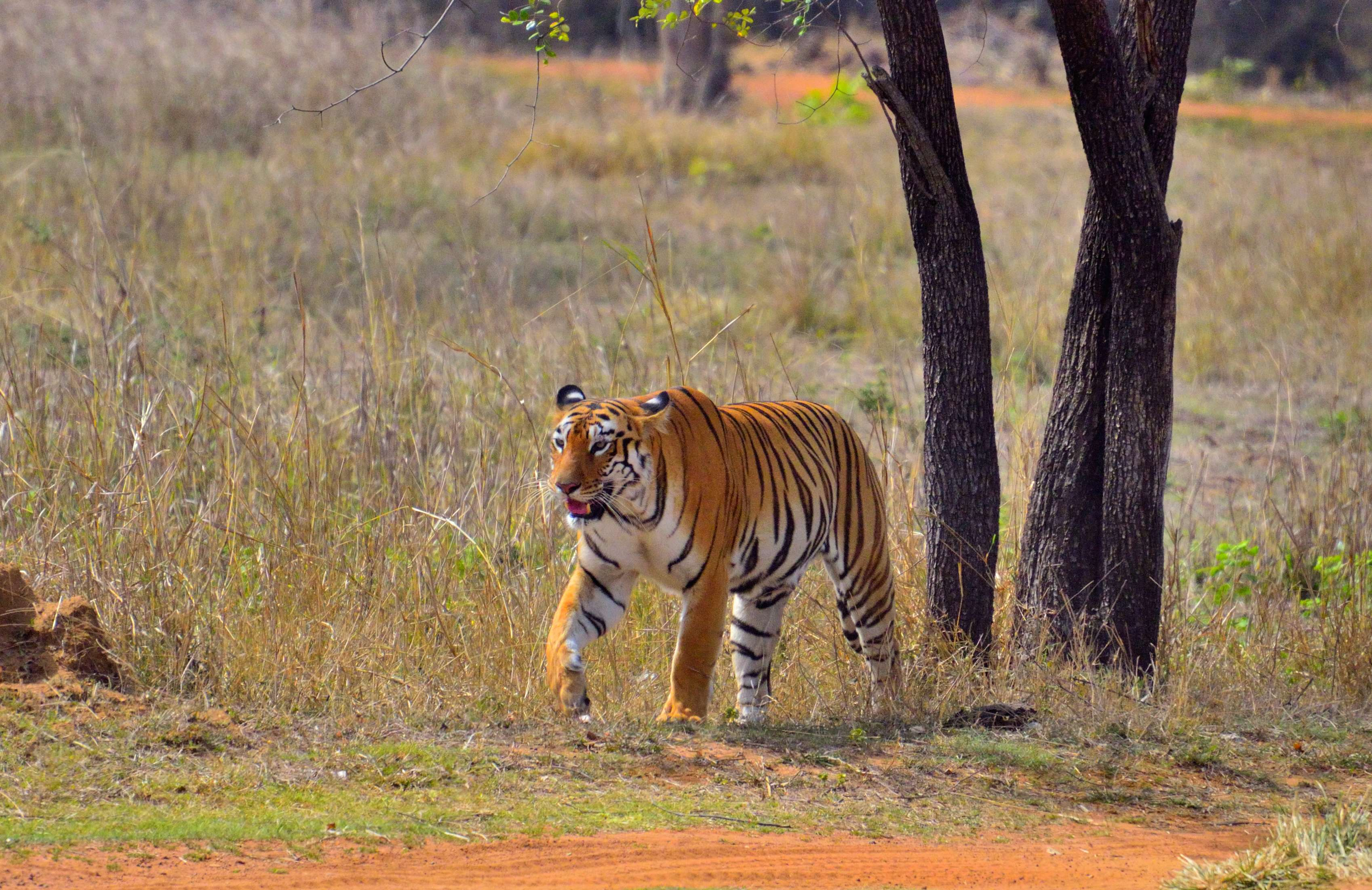
Tiger im Tadoba-Nationalpark

Der größte Nationalpark Maharashtras ist der Tadoba-Nationalpark, in dem Touristen Tiger, Leoparden, Wildhunde und zahlreiche andere Wildtierarten beobachten können.

### Klima

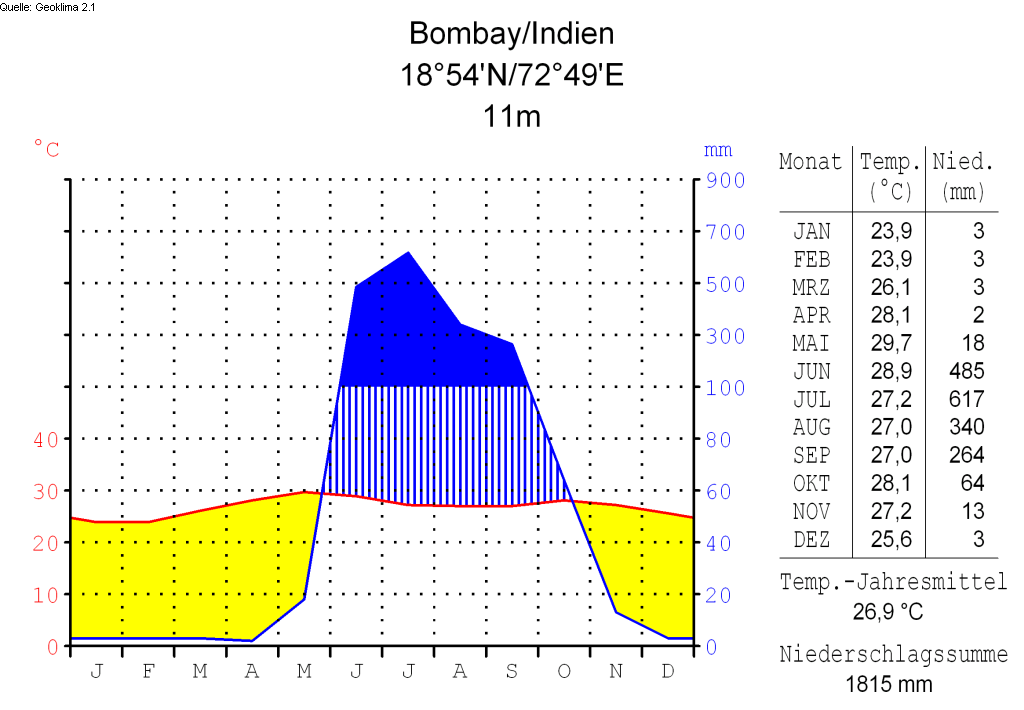
Klimadiagramm Mumbai

Das Klima von Maharashtra ist durch den Monsun geprägt. In der Sommersaison zwischen den Monaten März und Mai werden Temperaturen bis über 40 °C erreicht. Danach schließt sich die Monsunperiode von Juni bis September mit starken unregelmäßigen Regenfällen an. Von Oktober bis Februar folgt die kühle Jahreszeit mit angenehmeren Temperaturen. Am regenreichsten ist es an der Küste, am trockensten auf dem Dekkan, während Vidarbha tief im Landesinneren wieder mehr Regen erhält.
Bedingt durch den enormen Bevölkerungsdruck wurden in den letzten Jahrzehnten zahllose Bergwälder abgeholzt.

### Größte Städte
(Stand: Volkszählung 2011)
|                                             | Stadt            | Einwohner  |    | Stadt          | Einwohner |
| ------------------------------------------- | ---------------- | ---------- | -- | -------------- | --------- |
| 1                                           | Mumbai           | 12.478.447 | 8  | Vasai-Virar    | 1.221.233 |
| 2                                           | Pune             | 3.115.431  | 9  | Aurangabad     | 1.171.330 |
| 3                                           | Nagpur           | 2.405.421  | 10 | Navi Mumbai    | 1.119.477 |
| 4                                           | Thane            | 1.818.872  | 11 | Solapur        | 951.118   |
| 5                                           | Pimpri-Chinchwad | 1.729.359  | 12 | Mira-Bhayander | 814.655   |
| 6                                           | Nashik           | 1.486.973  | 13 | Bhiwandi       | 711.329   |
| 7                                           | Kalyan-Dombivali | 1.246.381  | 14 | Amravati       | 646.801   |
| Quelle: Census of India 2011. (PDF; 154 kB) |                  |            |    |                |           |

## Bevölkerung

### Demografie
Nach der indischen Volkszählung 2011 hat Maharashtra 112.372.972 Einwohner. Gemessen an der Einwohnerzahl ist Maharashtra Indiens zweitgrößter Bundesstaat. Die Bevölkerungsentwicklung ist ansteigend: Zwischen 2001 und 2011 wuchs die Einwohnerzahl um 16 Prozent und damit ähnlich dem Landesmittel (18 Prozent). Knapp 45 Prozent der Einwohner leben in Städten. Der Urbanisierungsgrad liegt damit deutlich über dem gesamtindischen Durchschnitt von 31 Prozent.
82,9 Prozent der Einwohner Maharashtras können lesen und schreiben (Männer 90 Prozent, Frauen 75 Prozent). Die Alphabetisierungsrate gehört zu den höchsten Indiens und liegt deutlich über dem Landesdurchschnitt von 74 Prozent (Stand jeweils Volkszählung 2011). Im Zeitraum von 2010 bis 2014 betrug die durchschnittliche Lebenserwartung 71,6 Jahre (der indische Durchschnitt betrug 67,9 Jahre). Die Fertilitätsrate betrug 1,87 Kinder pro Frau (Stand: 2016) während der indische Durchschnitt im selben Jahr bei 2,23 Kindern lag.
Bevölkerungsentwicklung
Zensusbevölkerung von Maharashtra (in den heutigen Grenzen) seit der ersten Volkszählung im Jahr 1951.
| Zensusjahr | Einwohnerzahl |
| ---------- | ------------- |
| 1951       | 32.002.500    |
| 1961       | 39.554.900    |
| 1971       | 50.412.240    |
| 1981       | 62.782.820    |
| 1991       | 78.937.190    |
| 2001       | 96.752.500    |
| 2011       | 112.372.972   |

### Sprachen
Hauptsprache Maharashtras ist das Marathi, nach dessen Sprachgrenze die Grenzen des Bundesstaates 1956 bzw. 1960 gezogen wurden. Marathi wird nach der Volkszählung 2001 von 68,9 % der Bevölkerung gesprochen und dient als alleinige Amtssprache. Hindi sprechen 11,0 % der Bevölkerung. Hierbei werden nach der Definition der indischen Regierung auch mehrere nah verwandte Regionalsprachen als Hindi-Dialekte gezählt. Trotz der eher geringen Sprecherzahl wird Hindi nicht zuletzt dank der in Mumbai produzierten Hindi-Filme („Bollywood“) weithin verstanden. Unter den Muslimen Maharashtras ist Urdu, die muslimische Variante des Hindi, mit 7,1 % verbreitet. Gujarati, die Sprache des nordwestlichen Nachbarbundesstaats Gujarat, verzeichnet vor allem im Raum Mumbai beträchtliche Zahlen an Sprechern. Auf den ganzen Bundesstaat gerechnet wird es von 2,4 % der Bevölkerung gesprochen. Im Grenzgebiet zu Gujarat sind zwei kleinere Sprachen, Khandeshi (1,9 %) und Bhili (1,5 %) verbreitet. Alle erwähnten Sprachen gehören der indoarischen Sprachgruppe an. Nicht-indoarische Sprachen werden von kleineren Gruppen der Stammesbevölkerung (Adivasi) in abgelegenen Gebieten Maharashtras gesprochen. Hierzu gehören die dravidischen Sprachen Gondi (0,6 %) und Kolami (0,1 %) im Osten sowie die Munda-Sprache Korku (0,2 %) im Norden. Zuwanderungsbedingt werden in Maharashtra zahlreiche weitere indische Sprachen gesprochen, darunter u. a. Telugu (1,5 %), Kannada (1,3 %) und Sindhi (0,7 %). Englisch ist wie in ganz Indien als Verkehrs- und Bildungssprache allgegenwärtig.

### Religionen
Die Mehrheit der Einwohner Maharashtras sind Hindus. Ihr Anteil entspricht mit 80 Prozent (Volkszählung 2011) genau dem indischen Durchschnitt. Muslime stellen mit 12 Prozent die größte Minderheit. Außergewöhnlich hoch ist der Anteil der Buddhisten mit 6 Prozent. Der buddhistische Bevölkerungsanteil geht auf eine Mitte des 20. Jahrhunderts vom Sozialreformer B. R. Ambedkar initiierte Konversionsbewegung von Dalits (Kastenlosen) zum Buddhismus zurück. Jainas sind mit etwas über 1 Prozent wie überall in Indien eine kleine Minderheit. Sowohl zahlenmäßig als auch relativ gesehen beherbergt Maharashtra aber landesweit die meisten Jainas. Ebenfalls 1 Prozent der Bevölkerung machen Christen aus. Daneben gibt es in Mumbai alteingesessene Gemeinschaften von rund 70.000 Parsen (Anhängern des Zoroastrismus) und rund 4.000 Juden (Beni Israel).

## Geschichte
Im Ortsverzeichnis von Nashik findet sich die erste Erwähnung des Namens Maharashtra. In ihm steht geschrieben, dass 246 v. Chr. der Maurya-Herrscher Ashoka eine Gesandtschaft nach Maharashtra gesendet hat. Auch in einer Inschrift der Chalukya von 580 n. Chr. wird das Gebiet erwähnt und behauptet, dass es aus drei Provinzen und 99.000 Ortschaften bestand. Der Name Maharashtra taucht in einer weiteren Inschrift des 7. Jahrhunderts auf und wird auch in den Berichten des chinesischen Pilgermönchs Xuanzang beschrieben.
Die ersten schriftlichen Aufzeichnungen über das Gebiet stammen aus dem 3. Jahrhundert vor Chr.
Zu jener Zeit wurde es Teil des Maurya-Reiches von Ashoka. Die Hafenstadt Sopara nördlich des heutigen
Mumbai war das frühere Handelszentrum Indiens mit Verbindungen zu Ostafrika, Mesopotamien, Aden und
Kochi. Nach dem Zerfall des Maurya-Reiches etablierte sich zwischen 230 v. Chr. und 225 n. Chr. das Shatavahana-Reich. In der Zeit gab es die größte kulturelle Entwicklung. Die offizielle Sprache im Shatavahana-Reich war Maharashtri, aus dem sich später das Marathi entwickelte.
90 v. Chr. machte Vedishri, der Sohn des Shatavahana-Königs Satakarni, die Stadt Junnar, 19 km nördlich von Pune gelegen, zur Hauptstadt des Reiches.
Der Herrscher Gautamiputra Satkarni (auch Shalivahan genannt) erschuf den Saka-Kalender, der nach christlicher Zeitrechnung erst im Jahr 78 beginnt. Dieser wird teilweise noch von der Bevölkerung Maharashtras verwendet. Das Reich der Shatavahana zerfiel allmählich im dritten Jahrhundert.
Im östlichen Teil von Maharashtra regierten von 250 bis 525 n. Chr. die Herrscher der Vakataka-Dynastie.
Während dieser Periode blühte die Entwicklung von Kunst, Religion und Technologie.
Später im 8. Jahrhundert fiel die Region unter die Herrschaft der Rashtrakuta, die 973 n. Chr. von den Chalukya vertrieben wurden. Ihnen folgten die Yadava aus Daulatabad.
Im frühen 14. Jahrhundert wurden die Yadava von den muslimischen Kräften aus dem Norden gestürzt. Danach wurde die Region von verschiedenen Dekkan-Sultanaten verwaltet.
Die Provinz Bombay in Britisch-Indien wurde 1937 aus einem Teil der ehemaligen Präsidentschaft Bombay gebildet. Nachdem Indien 1947 unabhängig geworden war, wurden zahlreiche Fürstenstaaten (darunter Idar, Rajpipla und die United Deccan States) mit der Provinz zum Staat Bombay vereinigt. 1956 wurde der Staat im Rahmen des States Reorganisation Acts durch die Einverleibung von Kachchh, Saurashtra und Teilen von Madhya Pradesh und Hyderabad erweitert und am 1. Mai 1960 entlang der Sprachgrenze in die Staaten Gujarat und Maharashtra geteilt.
In jüngster Vergangenheit gibt es wiederholt Zusammenstöße zwischen Hindus und Moslems in Maharashtra. Sie beruhen nach indischen Berichten auch auf Gegensätzen zwischen der lokalen Bevölkerung und Zuwanderern aus nördlichen Teilen Indiens. Zudem sind ausländische Unternehmen oft Ziel von Anfeindungen.

## Politik

### Politisches System

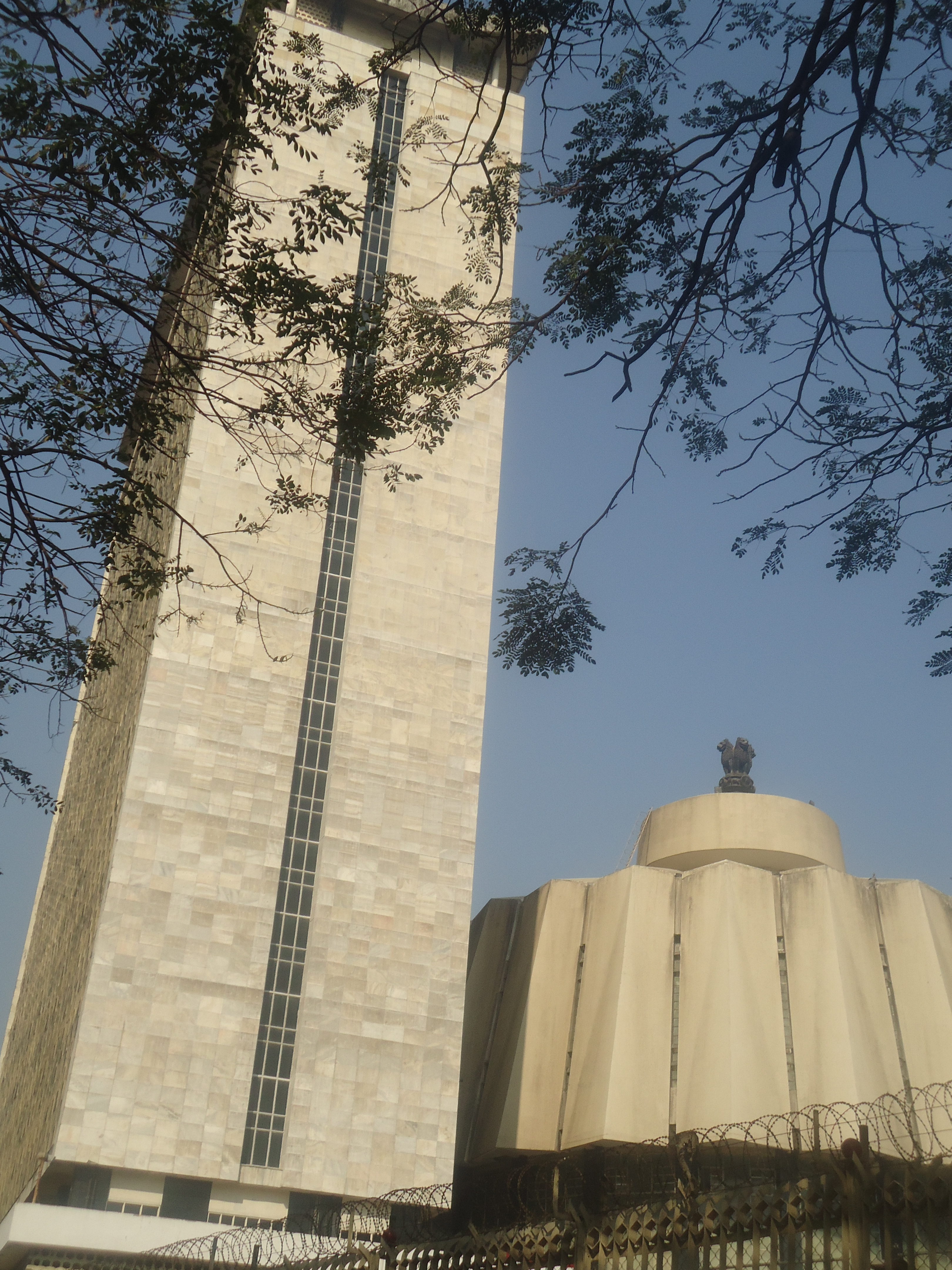
Parlamentsgebäude in Mumbai

Die Legislative des Bundesstaates Maharashtra besteht aus einem Zweikammernparlament. Das Unterhaus, die Legislative Assembly oder Vidhan Sabha, hat 289 Abgeordnete, von denen 288 alle fünf Jahre durch Direktwahl bestimmt werden und einer als Vertreter der anglo-indischen Minderheit vom Gouverneur ernannt wird. Das Oberhaus, der Legislative Council oder Vidhan Parishad, hat 78 Mitglieder, von denen 31 durch das Unterhaus, 21 durch die Kommunen des Bundesstaates, 12 durch den Gouverneur sowie jeweils sieben durch Lehrer und Hochschulabsolventen bestimmt werden. Die Legislative wechselt ihren Sitz während des Jahres. Innerhalb der Monsunzeit liegt dieser in der Hauptstadt Mumbai, während der Winterzeit in Nagpur.
Der Chief Minister (Regierungschef) des Bundesstaates Maharashtra wird vom Parlament gewählt. Nach dem Rücktritt des amtierenden Chief Ministers Prithviraj Chavan am 26. September 2014 wurde zum zweiten Mal in der Geschichte des Bundesstaates President’s rule verhängt und Neuwahlen am 15. Oktober 2014 angesetzt. An der Spitze des Bundesstaats steht jedoch der vom indischen Präsidenten ernannte Gouverneur (Governor). Seine Hauptaufgaben sind die Ernennung des Chief Ministers und dessen Beauftragung mit der Regierungsbildung. Amtierender Gouverneur Maharashtras ist seit dem 5. September 2019 Bhagat Singh Koshyari.
Höchster Gerichtshof Maharashtras ist der Bombay High Court in Mumbai, in dessen Zuständigkeitsbereich auch der Bundesstaat Goa und das Unionsterritorium Dadra und Nagar Haveli und Daman und Diu fallen.
Im gesamtindischen Parlament ist Maharashtra mit 48 Abgeordneten in der Lok Sabha, dem Unterhaus, und mit 19 Sitzen in der Rajya Sabha, dem Oberhaus, vertreten.

### Parteien

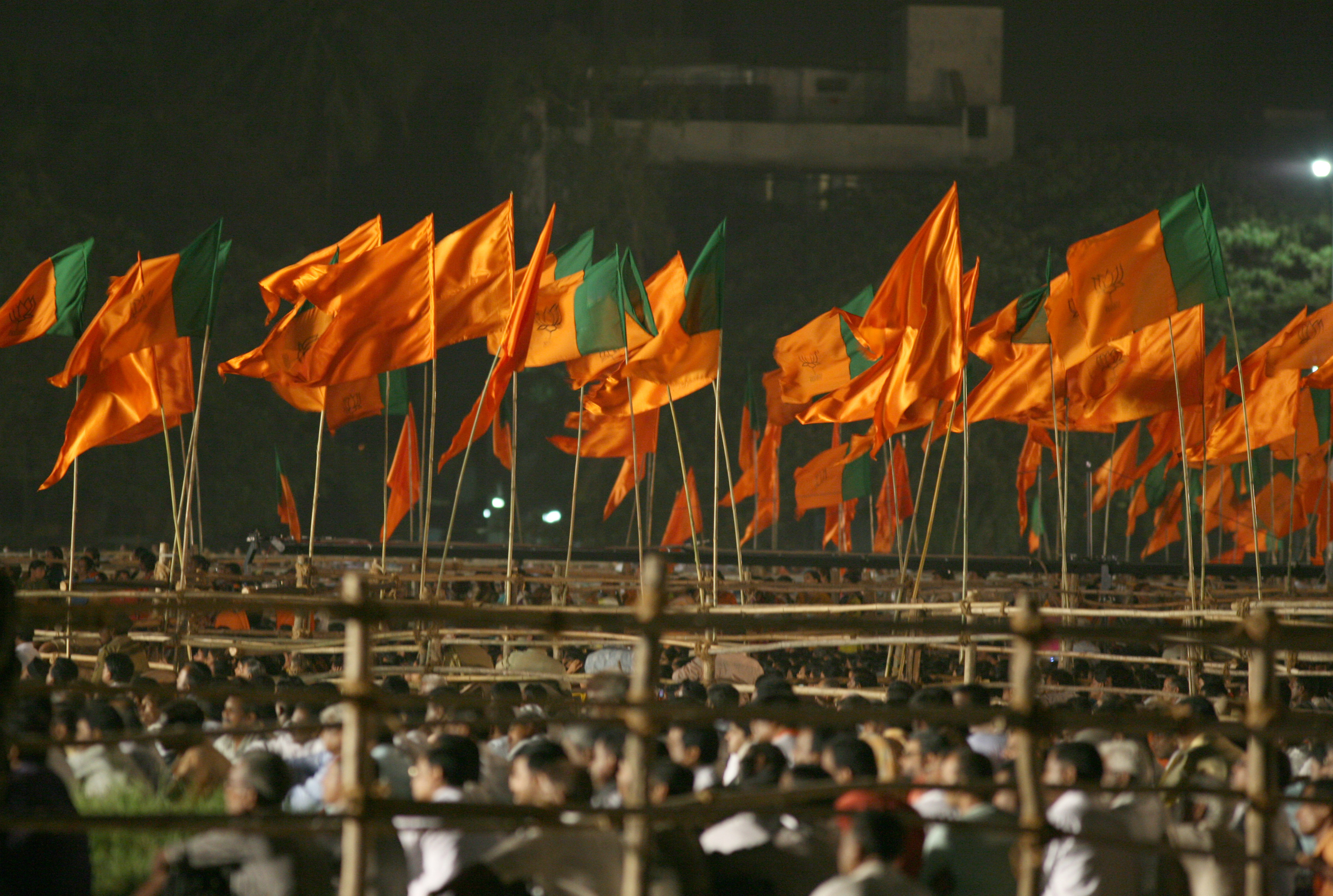
Gemeinsame Wahlkampfveranstaltung von BJP und Shiv Sena in Mumbai (2009)

Traditionell war die Kongresspartei (INC) lange Zeit die dominierende politische Partei in Maharashtra. Seit den 1990er Jahren wurde ihr diese Rolle durch zwei hindunationalistische Parteien streitig gemacht, die überregionale Bharatiya Janata Party (BJP) und die Regionalpartei Shiv Sena (SHS), die miteinander meist im Bündnis standen. Die Ideologie der 1966 von Bal Thackeray gegründeten Shiv Sena beruht einerseits auf dem marathischen Nationalismus, der Vorrechte für gebürtige Maharashtrier gegenüber Migranten aus anderen Teilen Indiens einfordert, andererseits auf dem Hindunationalismus, der sich in Abgrenzung zu Muslimen und Pakistan definiert. 2006 spaltete sich nach internen Querelen von der Shiv Sena die Partei Maharashtra Navnirman Sena (MNS) ab, der bisher aber größere Erfolge versagt blieben. 1999 entstand als Abspaltung von der Kongresspartei die programmatisch verwandte Nationalist Congress Party (NCP), die zwar in mehreren Bundesstaaten aktiv war, jedoch einen ausgesprochenen Schwerpunkt in Maharashtra hatte (der Parteigründer Sharad Pawar ist ein ehemaliger Chief Minister von Maharashtra). Bei Wahlen standen sich wiederholt die Bündnisse BJP-SHS und INC-NCP gegenüber und wechselten sich an der Regierung ab.
Von 1999 bis 2014 regierte eine Koalition aus Kongresspartei und NCP, zuvor hatten von 1995 bis 1999 Shiv Sena und BJP eine Koalition gebildet. Im Vorfeld der Bundesstaatswahl im Oktober 2014 lösten sich aber beide Bündnisse wegen Unstimmigkeiten über die Aufteilung der Wahlkreise auf, sodass alle vier großen Parteien gegeneinander antraten. Beflügelt vom positiven Bundestrend, ging die BJP als stärkste Partei aus der Wahl hervor: Sie konnte 122 von 288 Wahlkreisen für sich entscheiden. Shiv Sena gewann 63 Wahlkreise, die Kongresspartei 42 und die NCP 41. Als Ergebnis der Wahl bildete die BJP nach längeren Verhandlungen, bei denen es zunächst nach einem Bruch zwischen den langjährigen Alliierten Shiv Sena und BJP aussah, schließlich erneut eine Koalitionsregierung mit Shiv Sena. Der BJP-Politiker Devendra Fadnavis wurde am 31. Oktober 2014 als Chief Minister Maharashtras vereidigt. Bei der folgenden Parlamentswahl in Maharashtra am 21. Oktober 2019 gewannen die verbündeten BJP und Shiv Sena zusammen erneut mehr als 50 % der Mandate, konnten sich aber anschließend nicht auf einen Koalitionsvertrag und die Bildung einer gemeinsamen Regierung einigen. Darauf wurde der Bundesstaat auf Betreiben der Zentralregierung in Delhi am 12. November 2019 für 6 Monate unter president’s rule gestellt. In dieser Übergangsphase kam ein Bündnis aus den drei ideologisch grundverschiedenen Parteien Kongresspartei, NCP und Shiv Sena zustande und Uddhav Thackeray, der Parteiführer von Shiv Sena wurde am 28. November 2019 als neuer Chief Minister vereidigt. Diese ungleiche Partnerschaft hielt allerdings nicht sehr lange und zerbrach aufgrund einer innerparteilichen Revolte von Shiv-Sena-Abgeordneten gegen den Parteiführer Thackeray. Infolgedessen bildete sich im Juni 2022 erneut eine Koalitionsregierung von BJP und Shiv Sena unter dem neuen Chief Minister Eknath Shinde (Shiv Sena).
Schon bei der gesamtindischen Parlamentswahl im April/Mai 2014 war die landesweit siegreiche BJP auch in Maharashtra erfolgreich gewesen. Die National Democratic Alliance (NDA), das Parteienbündnis unter Führung der BJP, gewann insgesamt 42 von 48 Wahlkreisen in Maharashtra. Davon gingen 23 an die BJP, 18 an die verbündete Shiv Sena und einer an den kleineren Bündnispartner Swabhimani Paksha. Die United Progressive Alliance (UPA), in der die Kongresspartei und NCP damals noch gemeinsam antraten, konnte dagegen nur sechs Wahlkreise für sich entscheiden. Davon gingen vier an die NCP und zwei an die Kongresspartei. Bei der gesamtindischen Parlamentswahl 2019 reproduzierte sich dieses Ergebnis weitestgehend, nur dass das eine zusätzliche Mandat anstatt an Swabhimani Paksha erstmals an die Muslim-Partei All India Majlis-e-Ittehadul Muslimeen (AIMIM) ging.

## Wirtschaft
Maharashtra gilt als wichtigstes Wirtschafts- und Industriezentrum Indiens. Beim Bruttoinlandsprodukt (BIP) war es 2023/24 mit einer Wirtschaftsleistung von knapp 40 Billionen Indischen Rupien (ca. 454 Milliarden US-Dollar) der führende Staat und hatte einen Anteil von mehr als 13,5 Prozent an der gesamtindischen Produktion. Der primäre Sektor hatte einen Anteil von 13 Prozent, der sekundäre Sektor einen Anteil von 23 Prozent und der tertiäre Sektor einen Anteil von 64 Prozent am BIP, womit die Wirtschaftsstruktur sich den modernen Volkswirtschaften angeglichen hat. Beim BIP pro Kopf lag Maharashtra mit ca. 3500 US-Dollar deutlich über dem indischen Durchschnitt von ca. 2400 US-Dollar (Stand 2022). Da sich mit dem Hafen von Mumbai einer der wichtigsten Außenhandelshäfen sowie zahlreiche große Industriebetriebe in Maharashtra befinden, liegt der Staat bei den Exporten auf dem zweiten Platz hinter Gujarat.
Motor der Wirtschaft ist Mumbai und das Umland. Mumbais Wirtschaft ist neben dem Handel und der industriellen Fertigung vorwiegend vom Dienstleistungssektor geprägt und bildet das Zentrum der indischen Unterhaltungs- und Filmindustrie (darunter von Bollywood und dem Marathi-Film). Als führendes indisches Finanzzentrum befindet sich in Mumbai auch der Hauptsitz des National Stock Exchange of India und die Stadt ist Wohnsitz von den meisten wichtigen indischen Geschäftsleuten. Östlich von Mumbai bildet Pune ein starkes sekundäres Wirtschaftszentrum und ist ein Zentrum der indischen Automobilindustrie und hat auch eine starke Position im Bereich Pharmazie und Bildung als „Oxford of the East“. Im strukturschwächeren Osten von Maharashtra sticht Nagpur durch seine Industrie und seinen Status als Verkehrsmittelpunkt aufgrund seiner Lage als geografischer Mittelpunkt von Indien hervor. Außerhalb der Großstädte ist Maharashtra dagegen vorwiegend noch von der Landwirtschaft und Lebensmittelverarbeitung geprägt.

## Verwaltungsgliederung

Die 6 Divisionen und 35 Distrikte von Maharashtra

Maharashtra ist in die sechs Divisionen Amravati, Aurangabad, Konkan, Nagpur, Nashik und Pune sowie folgende 36 Distrikte unterteilt (Einwohnerzahl und Bevölkerungsdichte nach der Volkszählung 2011):
| Distrikt        | Verwaltungssitz | Fläche     | Einwohner (2011) | Bev.- dichte   |
| --------------- | --------------- | ---------- | ---------------- | -------------- |
| Ahmednagar      | Ahmednagar      | 17.079 km² | 4.543.083        | 266 Ew./km²    |
| Akola           | Akola           | 5.429 km²  | 1.818.617        | 335 Ew./km²    |
| Amravati        | Amravati        | 12.185 km² | 2.887.826        | 237 Ew./km²    |
| Aurangabad      | Aurangabad      | 10.098 km² | 3.695.928        | 366 Ew./km²    |
| Beed            | Beed            | 10.686 km² | 2.585.962        | 242 Ew./km²    |
| Bhandara        | Bhandara        | 3.892 km²  | 1.198.810        | 308 Ew./km²    |
| Buldhana        | Buldhana        | 9.657 km²  | 2.588.039        | 268 Ew./km²    |
| Chandrapur      | Chandrapur      | 11.428 km² | 2.194.262        | 192 Ew./km²    |
| Dhule           | Dhule           | 8.066 km²  | 2.048.781        | 254 Ew./km²    |
| Gadchiroli      | Gadchiroli      | 14.484 km² | 1.071.795        | 74 Ew./km²     |
| Gondia          | Gondia          | 5.419 km²  | 1.322.331        | 244 Ew./km²    |
| Hingoli         | Hingoli         | 4.517 km²  | 1.178.973        | 261 Ew./km²    |
| Jalgaon         | Jalgaon         | 11.767 km² | 4.224.442        | 359 Ew./km²    |
| Jalna           | Jalna           | 7.711 km²  | 1.958.483        | 254 Ew./km²    |
| Kolhapur        | Kolhapur        | 7.687 km²  | 3.874.015        | 504 Ew./km²    |
| Latur           | Latur           | 7.159 km²  | 2.455.543        | 343 Ew./km²    |
| Mumbai City     | Mumbai          | 157 km²    | 3.145.966        | 20.038 Ew./km² |
| Mumbai Suburban | Bandra          | 446 km²    | 9.332.481        | 20.925 Ew./km² |
| Nagpur          | Nagpur          | 9.796 km²  | 4.653.171        | 475 Ew./km²    |
| Nanded          | Nanded          | 10.522 km² | 3.356.566        | 319 Ew./km²    |
| Nandurbar       | Nandurbar       | 5.034 km²  | 1.646.177        | 327 Ew./km²    |
| Nashik          | Nashik          | 15.545 km² | 6.109.052        | 393 Ew./km²    |
| Osmanabad       | Osmanabad       | 7.581 km²  | 1.660.311        | 219 Ew./km²    |
| Palghar*        | Palghar         |            |                  |                |
| Parbhani        | Parbhani        | 6.511 km²  | 1.835.982        | 282 Ew./km²    |
| Pune            | Pune            | 15.633 km² | 9.426.959        | 603 Ew./km²    |
| Raigad          | Alibag          | 7.161 km²  | 2.635.394        | 368 Ew./km²    |
| Ratnagiri       | Ratnagiri       | 8.228 km²  | 1.612.672        | 196 Ew./km²    |
| Sangli          | Sangli          | 8.573 km²  | 2.820.575        | 329 Ew./km²    |
| Satara          | Satara          | 10.467 km² | 3.003.922        | 287 Ew./km²    |
| Sindhudurg      | Oros            | 5.208 km²  | 848.868          | 163 Ew./km²    |
| Solapur         | Solapur         | 14.881 km² | 4.315.527        | 290 Ew./km²    |
| Thane**         | Thane           | 9.554 km²  | 11.054.131       | 1.157 Ew./km²  |
| Wardha          | Wardha          | 6.323 km²  | 1.296.157        | 205 Ew./km²    |
| Washim          | Washim          | 5.158 km²  | 1.196.714        | 232 Ew./km²    |
| Yavatmal        | Yavatmal        | 13.605 km² | 2.775.457        | 204 Ew./km²    |

* Nach der Volkszählung 2011 neu gegründet, Zahlen liegen nicht vor.

** Nach der Volkszählung 2011 durch Abspaltung neuer Distrikte verkleinert, Zahlen beziehen sich auf den Distrikt in den Grenzen von 2011.